# Le Camée
Le Camée est un film muet français réalisé par Maurice Tourneur et sorti en 1913.

## Fiche technique
- Réalisation : Maurice Tourneur
- Pays : France
- Format : Muet - Noir et blanc
- Date de sortie : France : 1913

## Distribution
- Emmy Lynn
- Henry Roussel
- Alexandre Arquillière